# Špela Kolarič
Špela Kolarič, slovenska šahistka,  * 1993.
Kolaričeva je mojstrica FIDE (wFM). Je članica Šahovskega društva Kočevje. Od svojega desetega leta je bila večkratna mladinska prvakinja v posameznih kategorijah.

## Dosežki
- 1. mesto Državno prvenstvo za članice - hitropotezni šah (Murska Sobota) 2020
- 1. mesto Državno prvenstvo za članice (Otočec) 2016
- 1. mesto Državno prvenstvo za članice (Radenci) 2014
- 1. mesto Državno prvenstvo za članice (Ljubljana) 2011 [1]
- 1. mesto Absolutno mladinsko državno prvenstvo (Ljubljana) 2011
- 1. mesto Mladinsko državno prvenstvo do 18 let (Rogaška Slatina) 2011
- 1. mesto Kvalifikacije za državno prvenstvo članic (Otočec) 2010
- 1. mesto Absolutno mladinsko državno prvenstvo (Pohorje) 2010
- 1. mesto Mladinsko državno prvenstvo do 16 let (Rogaška Slatina) 2009
- 1. mesto Državno prvenstvo za članice - pospešeni šah (Šentjur) 2009
- 1. mesto Srednješolsko državno prvenstvo za dijakinje (Nova Gorica) 2008
- 1. mesto Osnovnošolsko državno prvenstvo za učenke (Maribor) 2008
- 1. mesto Osnovnošolsko državno prvenstvo za učenke (Murska Sobota) 2007
- 1. mesto Mladinsko državno prvenstvo do 14 let (Murska Sobota) 2007
- 1. mesto Mladinsko državno prvenstvo do 10 let - pospešeni šah (Celje) 2003

## Mednarodna tekmovanja

### Posamična prvenstva
- 3. mesto Mediteransko prvenstvo do 20 let (Chania - Grčija) 2010
- 3. mesto Prvenstvo evropske unije do 14 let (Mureck - Avstrija) 2007

- 21. mesto Mladinsko evropsko prvenstvo do 16 let (Fermo - Italija) 2009

### Ekipna prvenstva
- 3. mesto Mladinske igre Alpe - Jadran (Pordenone - Italija) 2010

- 7. mesto Mladinsko evropsko prvenstvo do 18 let (Iasi - Romunija) 2011
- 7. mesto Mladinsko evropsko prvenstvo do 18 let (Pardubice - Češka) 2010

- 10. mesto Evropsko prvenstvo za članice (Halkidiki - Grčija) 2011
- 38. mesto Šahovska olimpijada (Tromso - Norveška) 2014
- 24. mesto Šahovska olimpijada (Baku - Azerbajdžan) 2016